# 斯诺克大师赛
斯诺克大师赛（又称温布利大师赛；英語：Masters），原名本森赫奇斯大师赛（英語：Benson & Hedges Masters），是职业斯诺克比赛。尽管本项比赛不属于排名赛，但是在斯诺克的圈子里面被认为最重要的锦标赛，只有第一流的好手才有幸收到邀请，比赛的奖金仅次于斯诺克世界锦标赛。

## 赛事历史
第一届斯诺克大师赛于1975年在英国伦敦举行，一共有10位斯诺克选手受邀参加了本次比赛。最后的冠军是約翰·史賓塞，他以9-8击败了雷·里尔顿获得2000英镑的奖金。比赛一直呈胶着状态，双方打到8-8，进入到决胜局第17局。最后当台面上只剩下黑球时，双方比分相等，根据斯诺克比赛规则，重新放置黑球，进行决胜期比赛。
1989年起，史蒂芬·亨得利时代来临，连续五届雄霸王座，直到1994年才被输给同胞阿倫·麥克馬納斯。为了表彰亨得利的卓越成就，赛事主办方让他永留冠军奖杯，所以目前的奖杯并不是原先那座。
2007年斯诺克大师赛规则有了一些小变化，19位选手参加了比赛（直到2006年最多是18位选手参赛）。世界排名前16位种子选手自动获得参赛资格，其余选手经过资格赛，冠军获得一张外卡（2007年是史都華·賓漢）。第18个和第19个位子由赛会组织者颁发（2007年得到这个荣誉的是吉米·怀特和丁俊晖）。这三位选手要和排名14、15和16的种子选手举行一场预比赛。这个新的规则目前还没有确认会在2008年继续使用。
直到2003年，斯诺克大师赛一直由金邊臣（Benson & Hedges）烟草公司赞助的。但是接下来的一年，英国颁布了相关的规定，限制烟草公司作为广告赞助商。在2005年，Rileys俱乐部成为当年的赞助商。到了2006年，Saga保险是最新的赞助商，并且和组委会签下了具体的合同，一直赞助到2009年。 2006年也是最后一次在温布利会议中心举行，会议中心于2006年6月拆除。从2007年开始，比赛移师到温布利比赛场举行。

## 经典战役
大师赛留下了很多经典战役，可能最让人记忆深刻的就是1991年斯诺克大师赛的决赛。史蒂芬·亨得利与迈克·哈雷特对阵，亨得利在0-7和2-8落后情况下成功翻盘，最后以9-8战胜对手。
可以认为，第二精彩的比赛是1997年斯诺克大师赛决赛。当时由1990年代亨得利出现前最优秀的斯诺克选手史蒂夫·戴维斯对阵斯诺克的新星罗尼·奥沙利文。戴维斯在4-8落后的情况在连胜6盘，使比分最后锁定为10-8。
对于肯·达赫蒂来说，2000年斯诺克大师赛的决赛是有点苦涩的。他错失了一次单杆147满分的机会，最终输给了馬修·史蒂芬斯。

## 奖杯名称
2006年10月，天才斯诺克著名选手保罗·亨特英年早逝后，吉米·怀特提议将大师杯的奖杯以亨特的名字命名，以纪念亨特曾经在2001年到2004年四年内三次夺得大师杯的突出表现。，保罗·亨特的遗孀林德塞·亨特也希望奖杯以亨特名字命名，“所有人都期待这一刻。我交谈过的所有斯诺克选手，所有斯诺克的爱好者，都认为这是理所当然的。” 但最后，世界职业斯诺克协会决定放弃这个命名，“我们全体一致同意保罗·亨特奖学金是最好纪念亨特的方式。就像亨特自己迅速从业余选手成长起来一样，奖学金会提供给那些有天分的年轻人，使他们有机会通过艰苦训练展现能力。”

## 满分杆
大師賽產生過6次滿分桿。一次是柯克·史蒂文斯在1984年对阵吉米·怀特，丁俊晖在2007年对阵安东尼·汉密尔顿。2015年，傅家俊也打出了满分杆。馬克·艾倫和丁俊晖在2024年打出第四桿及第五桿。肖恩·墨菲在2025年創造了第六桿。

## 历届冠军
下面列出的是大师赛历史上历届冠军及其决赛对手和最终比分：
| 年份 | 冠军                   | 亚军                   | 比分 | 地點           | 赛季    |
| ---- | ---------------------- | ---------------------- | ---- | -------------- | ------- |
| 1975 | 約翰·史賓塞            | 雷·里尔顿(0-1/4)       | 9–8  | 西部中心飯店   | 1974/75 |
| 1976 | 雷·里尔顿(1-1/4)       | 格雷厄姆·迈尔斯        | 7–3  | 新倫敦劇院     | 1975/76 |
| 1977 | 道格·蒙喬伊(1-0/2)     | 雷·里尔顿(1-2/4)       | 7–6  | 新倫敦劇院     | 1976/77 |
| 1978 | 亚历克斯·希金斯(1-0/5) | 克里夫·索本(0-1/4)     | 7–5  | 新倫敦劇院     | 1977/78 |
| 1979 | 佩里·曼斯              | 亚历克斯·希金斯(1-1/5) | 8–4  | 溫布利會議中心 | 1978/79 |
| 1980 | 泰瑞·格里菲斯(1-0/4)   | 亚历克斯·希金斯(1-2/5) | 9–5  | 溫布利會議中心 | 1979/80 |
| 1981 | 亚历克斯·希金斯(2-2/5) | 泰瑞·格里菲斯(1-1/4)   | 9–6  | 溫布利會議中心 | 1980/81 |
| 1982 | 史蒂夫·戴维斯(1-0/3)   | 泰瑞·格里菲斯(1-2/4)   | 9–5  | 溫布利會議中心 | 1981/82 |
| 1983 | 克里夫·索本(1-1/4)     | 雷·里尔顿(1-3/4)       | 9–7  | 溫布利會議中心 | 1982/83 |
| 1984 | 吉米·怀特(1-0/2)       | 泰瑞·格里菲斯(1-3/4)   | 9–5  | 溫布利會議中心 | 1983/84 |
| 1985 | 克里夫·索本(2-1/4)     | 道格·蒙喬伊(1-1/2)     | 9–6  | 溫布利會議中心 | 1984/85 |
| 1986 | 克里夫·索本(3-1/4)     | 吉米·怀特(1-1/2)       | 9–5  | 溫布利會議中心 | 1985/86 |
| 1987 | 丹尼斯·泰勒            | 亚历克斯·希金斯(2-3/5) | 9–8  | 溫布利會議中心 | 1986/87 |
| 1988 | 史蒂夫·戴维斯(2-0/3)   | 迈克·哈雷特(0-1/2)     | 9–0  | 溫布利會議中心 | 1987/88 |
| 1989 | 史蒂芬·亨得利(1-0/9)   | 约翰·帕洛特(0-1/3)     | 9–6  | 溫布利會議中心 | 1988/89 |
| 1990 | 史蒂芬·亨得利(2-0/9)   | 约翰·帕洛特(0-2/3)     | 9–4  | 溫布利會議中心 | 1989/90 |
| 1991 | 史蒂芬·亨得利(3-0/9)   | 迈克·哈雷特(0-2/2)     | 9–8  | 溫布利會議中心 | 1990/91 |
| 1992 | 史蒂芬·亨得利(4-0/9)   | 约翰·帕洛特(0-3/3)     | 9–4  | 溫布利會議中心 | 1991/92 |
| 1993 | 史蒂芬·亨得利(5-0/9)   | 詹姆斯·瓦塔纳          | 9–5  | 溫布利會議中心 | 1992/93 |
| 1994 | 阿倫·麥克馬納斯        | 史蒂芬·亨得利(5-1/9)   | 9–8  | 溫布利會議中心 | 1993/94 |
| 1995 | 罗尼·奥沙利文(1-0/14)  | 约翰·希金斯(0-1/5)     | 9–3  | 溫布利會議中心 | 1994/95 |
| 1996 | 史蒂芬·亨得利(6-1/9)   | 罗尼·奥沙利文(1-1/14)  | 10–5 | 溫布利會議中心 | 1995/96 |
| 1997 | 史蒂夫·戴维斯(3-0/3)   | 罗尼·奥沙利文(1-2/14)  | 10–8 | 溫布利會議中心 | 1996/97 |
| 1998 | 马克·威廉姆斯(1-0/4)   | 史蒂芬·亨得利(6-2/9)   | 10–9 | 溫布利會議中心 | 1997/98 |
| 1999 | 约翰·希金斯(1-1/5)     | 肯·达赫蒂(0-1/2)       | 10–8 | 溫布利會議中心 | 1998/99 |
| 2000 | 馬修·史蒂芬斯          | 肯·达赫蒂(0-2/2)       | 10–8 | 溫布利會議中心 | 1999/00 |
| 2001 | 保罗·亨特(1-0/3)       | 福格·奥布雷恩          | 10–9 | 溫布利會議中心 | 2000/01 |
| 2002 | 保罗·亨特(2-0/3)       | 马克·威廉姆斯(1-1/4)   | 10–9 | 溫布利會議中心 | 2001/02 |
| 2003 | 马克·威廉姆斯(2-1/4)   | 史蒂芬·亨得利(6-3/9)   | 10–4 | 溫布利會議中心 | 2002/03 |
| 2004 | 保罗·亨特(3-0/3)       | 罗尼·奥沙利文(1-3/14)  | 10–9 | 溫布利會議中心 | 2003/04 |
| 2005 | 罗尼·奥沙利文(2-3/14)  | 约翰·希金斯(1-2/5)     | 10–3 | 溫布利會議中心 | 2004/05 |
| 2006 | 约翰·希金斯(2-2/5)     | 罗尼·奥沙利文(2-4/14)  | 10–9 | 溫布利會議中心 | 2005/06 |
| 2007 | 罗尼·奥沙利文(3-4/14)  | 丁俊晖(0-1/2)          | 10–3 | 溫布利體育館   | 2006/07 |
| 2008 | 马克·塞尔比(1-0/5)     | 斯蒂芬·李              | 10–3 | 溫布利體育館   | 2007/08 |
| 2009 | 罗尼·奥沙利文(4-4/14)  | 马克·塞尔比(1-1/5)     | 10–8 | 溫布利體育館   | 2008/09 |
| 2010 | 马克·塞尔比(2-1/5)     | 罗尼·奥沙利文(4-5/14)  | 10–9 | 溫布利體育館   | 2009/10 |
| 2011 | 丁俊晖(1-1/2)          | 傅家俊                 | 10–4 | 溫布利體育館   | 2010/11 |
| 2012 | 尼尔·罗伯逊(1-0/4)     | 肖恩·墨菲(0-1/3)       | 10–6 | 亞歷山德拉宮   | 2011/12 |
| 2013 | 马克·塞尔比(3-1/5)     | 尼尔·罗伯逊(1-1/4)     | 10–6 | 亞歷山德拉宮   | 2012/13 |
| 2014 | 罗尼·奥沙利文(5-5/14)  | 马克·塞尔比(3-2/5)     | 10–4 | 亞歷山德拉宮   | 2013/14 |
| 2015 | 肖恩·墨菲(1-1/3)       | 尼尔·罗伯逊(1-2/4)     | 10–2 | 亞歷山德拉宮   | 2014/15 |
| 2016 | 罗尼·奥沙利文(6-5/14)  | 巴里·霍金斯(0-1/2)     | 10–1 | 亞歷山德拉宮   | 2015/16 |
| 2017 | 罗尼·奥沙利文(7-5/14)  | 乔·佩里                | 10–7 | 亞歷山德拉宮   | 2016/17 |
| 2018 | 马克·艾伦              | 凯伦·威尔逊(0-1/2)     | 10–7 | 亞歷山德拉宮   | 2017/18 |
| 2019 | 贾德·特朗普(1-0/2)     | 罗尼·奥沙利文(7-6/14)  | 10–4 | 亞歷山德拉宮   | 2018/19 |
| 2020 | 史超活·冰咸            | 阿里·卡特(0-1/2)       | 10–8 | 亞歷山德拉宮   | 2019/20 |
| 2021 | 颜丙涛                 | 约翰·希金斯(2-3/5)     | 10–8 | 馬歇爾競技場   | 2020/21 |
| 2022 | 尼爾·羅伯森(2-2/4)     | 巴里·霍金斯(0-2/2)     | 10–4 | 亞歷山德拉宮   | 2021/22 |
| 2023 | 賈德·川普(2-0/2)       | 马克·威廉姆斯(2-2/4)   | 10–8 | 亞歷山德拉宮   | 2022/23 |
| 2024 | 罗尼·奥沙利文(8-6/14)  | 阿里·卡特(0-2/2)       | 10–7 | 亞歷山德拉宮   | 2023/24 |
| 2025 | 肖恩·墨菲(2-1/3)       | 奇倫·威爾森(0-2/2)     | 10–7 | 亞歷山德拉宮   | 2024/25 |

## 内部连接
- 斯诺克世界锦标赛